# Tipula (Lunatipula) megaura
Tipula (Lunatipula) megaura is een tweevleugelige uit de familie langpootmuggen (Tipulidae). De soort komt voor in het Nearctisch gebied.